# チャルキカン

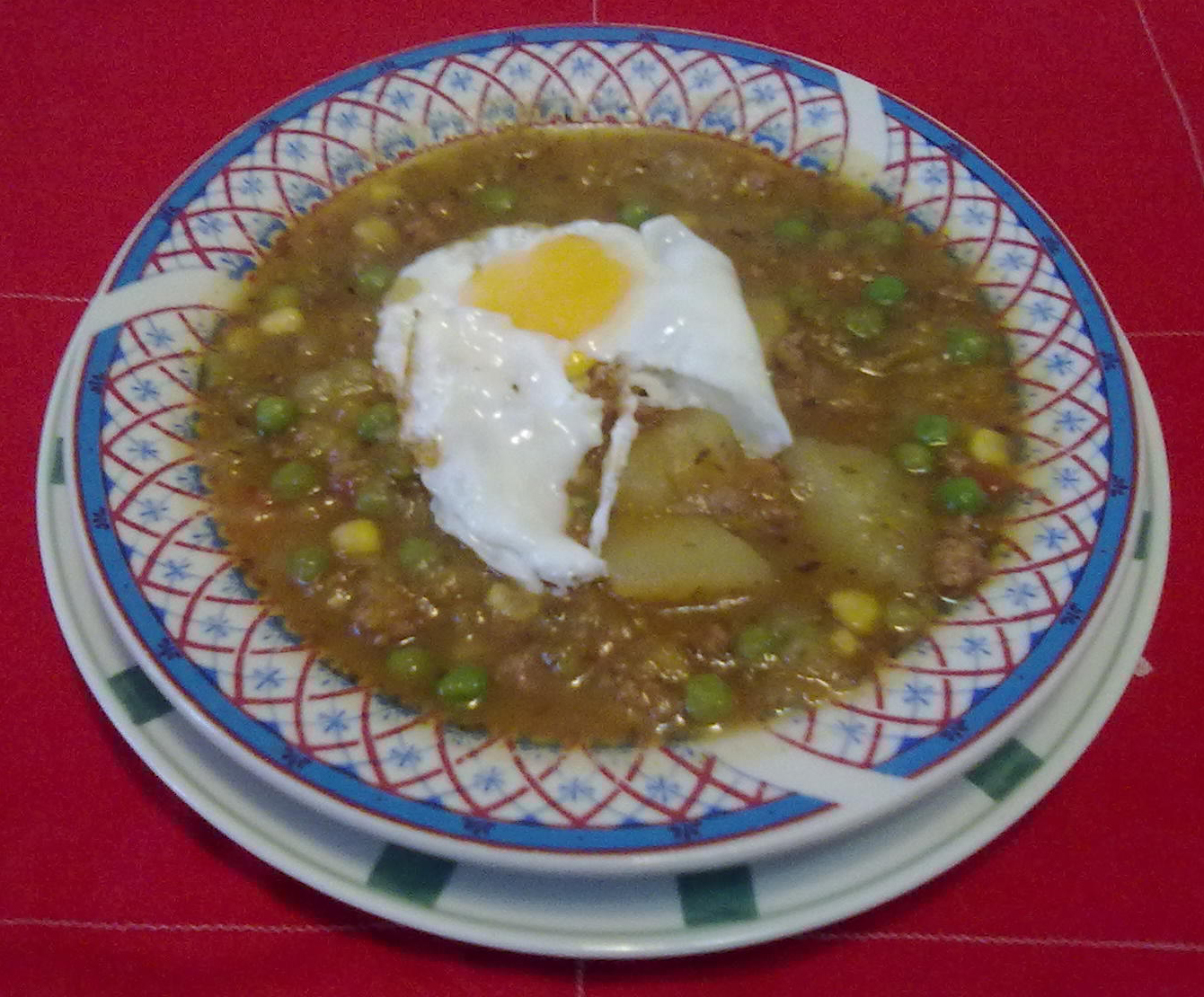
チャルキカンの例

チャルキカン（スペイン語: charquicán、charquekán）は、チリをはじめとした南米で食されている家庭料理。カボチャ、ジャガイモ、トウモロコシ、エンドウマメ、タマネギなどの野菜と牛ひき肉とを煮込んだ料理であり、目玉焼きをのせて食べることが多い。
2015年のドラマ映画『チリ33人 希望の軌跡』にも登場し、崩落事故で坑道に閉じ込められた鉱山夫の夢の中で親が提供する「おふくろの味」として登場している。
もともと「チャルキカン」とは、インカ帝国時代に食べられていた乾燥肉のことを指す言葉であり、乾燥肉を用いた煮込み料理の名前としても使用されるようになった。
チリでは、「チョクロ」と呼ばれるトウモロコシ、ジャガイモ、インゲンマメは、料理によく使われる食材であるが、チャルキカンはパステル・デ・チョクロ、ウミータと共にこれらを食材を用いる代表的な料理の1つである。
ニンニクやパプリカパウダー、その他の調味料で味付けされる。ジャガイモとカボチャは、押し潰してから食べることもある。